# الدوري السويدي الدرجة الثانية 1947–48
الدوري السويدي الدرجة الثانية 1947–48 (بالسويدية: Division II i fotboll 1947/1948)‏ هو موسم من الدوري السويدي الدرجة الثانية. فاز فيه نادي أوربرو.